# John Christie (Serienmörder)
John Reginald Halliday  Christie (* 8. April 1899 in Yorkshire; † 15. Juli 1953 in London) war ein britischer Serienmörder mit nekrophilen Neigungen, der in den 1940er und 1950er Jahren für mehrere Morde an Frauen verantwortlich zeichnete. Die Anzahl seiner Taten ist umstritten. Zu seinen Opfern zählten Geliebte, Prostituierte, Mieterinnen von Wohnungen in seinem Haus und schließlich seine eigene Ehefrau. Christie wurde 1953 verurteilt und hingerichtet.
Bekannt wurde der Fall insbesondere dadurch, dass für zwei wahrscheinlich von Christie begangene Morde aufgrund eines Justizirrtums wenige Jahre zuvor Christies Nachbar Timothy Evans verurteilt und gehängt worden war. Evans wurde 1966 posthum rehabilitiert.

## Leben
John Christie erlebte eine strenge und lieblose Kindheit. Als fünftes Kind mit vier Schwestern fand er wenig Zuneigung bei seinem Vater, wurde aber indes von seiner Mutter geradezu „verzärtelt“, was mutmaßlich ein verzerrtes Frauenbild bei Christie initiierte. Er entwickelte früh eine chronische Hypochondrie, um Beachtung zu finden, galt bei anderen Jugendlichen aber als Weichling. Der weitere Werdegang von John Christie als Erwachsener war zunächst unauffällig. 1920 heiratete er Ethel Simpson Waddington. Christie führte das Leben eines durchschnittlichen, bescheidenen und konservativen Mannes; stets bemüht, als der freundliche Reihenhausbewohner von nebenan zu erscheinen. Im Jahr 1934 hatte Christie einen schweren Unfall, bei dem er erhebliche Verletzungen davontrug. Erstmals kriminell auffällig wurde er, als er als Postangestellter einen Geldbrief unterschlug. Er wurde zu sieben Monaten Gefängnis verurteilt.
1938 zog Christie mit seiner Ehefrau Ethel in das Erdgeschoss einer Reihenhauswohnung in der Rillington Place Nr.10 im Londoner Stadtteil Notting Hill. In der Folgezeit und in den Kriegswirren der 1940er Jahre wurde es scheinbar ruhig um John Christie. 1952 kündigte er den Mietvertrag seiner Wohnung und zog im Frühjahr 1953 aus. Der Nachfolgemieter Beresford Brown begann die Wohnung zu renovieren und entdeckte hinter der Küchenzeile eine eingemauerte nackte Frauenleiche. Brown verständigte die Polizei, welche am 24. März 1953 drei weitere eingemauerte Frauenleichen in den Wänden der Küche fand, sowie unter dem Fußboden des Wohnzimmers eine weitere Leiche: John Christies eigene Ehefrau Ethel. Bei den drei Frauen in der Küche handelte es sich um die zerstückelten Überreste der Prostituierten Hectorina MacLennan, Kathleen Maloney und Rita Nelson, die im Verlauf der 1950er Jahre innerhalb kurzer Zeit verschwanden. Im Garten der Wohnung Rillington Place Nr.10 und auf dem umliegenden Gelände fanden sich in den folgenden Tagen weitere menschliche Skelettteile. Die Autopsie ergab, dass es sich wohl um die Überreste der Österreicherin Ruth Fürst, die seit 1943 als vermisst galt, und ihrer befreundeten Arbeitskollegin Muriel Eady handeln musste, welche seit Herbst 1944 vermisst wurde.
Überdies wurden weitere Körperteile und Schamhaare entdeckt, die keiner der identifizierten Frauenleichen zuzuordnen waren. Mutmaßlich stammten die Rudimente von weiteren Opfern Christies, die nie identifiziert werden konnten. Alle Frauen wurden mit Leuchtgas betäubt und anschließend stranguliert. Im Anschluss waren die Leichen sexuell missbraucht worden.
John Christie wurde am 31. März 1953 festgenommen. Gleich bei seiner Festnahme legte er ein Geständnis ab. Die Verteidigung plädierte zunächst auf Unzurechnungsfähigkeit, jedoch befand der Gerichtshof im Londoner Old Bailey am 25. Juni 1953 den „Frauenwürger von London“ für schuldig und verurteilte Christie zum Tode.
John Reginald Christie wurde am 15. Juli 1953 im Londoner Pentonville-Gefängnis durch Englands „Chief Executioner“ Albert Pierrepoint am Galgen gehängt.

## Nachgeschichte
Für zwei wahrscheinlich von Christie begangene Morde war 1950 bereits der Lastwagenfahrer Timothy Evans verurteilt und gehängt worden. Evans wohnte im selben Haus wie Christie und soll im November 1949 seine Frau Beryl und seine Tochter Geraldine ermordet haben. Als Hauptbelastungszeuge in der Gerichtsverhandlung gegen Evans sagte Christie selbst aus. Obwohl eine Aufklärung beider Morde nicht mehr möglich war, wurde Timothy Evans 1966 posthum von der britischen Regierung rehabilitiert.
Der Umstand, dass der Mord an der schwangeren Beryl Evans – angeblich eine misslungene Abtreibung – zunächst deren Ehemann angelastet, später aber Christie zugeschrieben wurde, trug in den 1960er Jahren dazu bei, in Großbritannien die Todesstrafe abzuschaffen und Schwangerschaftsabbruch zu legalisieren.
Im Wachsfigurenkabinett von Madame Tussaud in London ist die Küche des Serienmörders John Christie nachgebildet.
Um der zweifelhaften Berühmtheit der Adresse 10 Rillington Place zu entgehen, stellten die Anwohner bereits im Mai 1953 einen Antrag auf Umbenennung der Straße. Dem Antrag wurde im Juni 1954 stattgegeben und Rillington Place in Ruston Close umbenannt. Ende 1970 wurde das Horrorhaus 10 Rillington Place und der gesamte Straßenzug abgerissen und die Straße in Bartle Road umbenannt. Zwischen den Hausnummern 9 und 11 klafft bis heute eine Lücke. Kurz zuvor wurden die alten Fassaden für die Verfilmung 10 Rillington Place benutzt.

## Verfilmungen
Im Jahre 1969 verfilmte das ZDF mit dem Fernsehspiel Gnade für Timothy Evans die Geschichte des Frauenmörders. In dem Film, in dem Friedrich Georg Beckhaus die Rolle des John Christie spielte, wurden die Gerichtsverhandlungen sowie in Rückblenden die Vorgänge rund um die Taten nachgestellt. Rahmenhandlung war die Rehabilitierung des unschuldig Gehängten Timothy Evans (gespielt von Josef Fröhlich). Regie bei dem am 20. August 1969 ausgestrahlten Dokumentarspiel führte Korbinian Köberle.
Auch der Film John Christie, der Frauenwürger von London (Originaltitel 10 Rillington Place) aus dem Jahr 1971 geht auf diesen Kriminalfall zurück. Regie führte Richard Fleischer, Richard Attenborough spielte die Hauptrolle des John Christie. Evans’ Rolle übernahm der damals noch vergleichsweise unbekannte John Hurt. Dieser erhielt für seine schauspielerische Leistung eine Nominierung für den Britischen Filmpreis.
2016 wurde der Stoff erneut mit Tim Roth als Reginald Christie als Miniserie Rillington Place – Der Böse verfilmt.